# Dana Němcová
Dana Němcová (rozená Danuška Valtrová, 14. ledna 1934 Most – 11. dubna 2023 Praha) byla česká psycholožka, kritička a disidentka komunistického režimu, jedna z prvních signatářek Charty 77, v níž později také vykonávala roli mluvčí, a spoluzakladatelka Výboru na obranu nespravedlivě stíhaných. Po sametové revoluci byla v letech 1990–1992 poslankyní Sněmovny národů a Sněmovny lidu Federálního shromáždění za Občanské fórum, později za Občanské hnutí.
V demokratickém zřízení se zasazovala zejména o psychologickou a právní pomoc uprchlíkům, byla členkou správní rady Výboru dobré vůle – Nadace Olgy Havlové (předtím působila i jako její předsedkyně). V roce 1998 jí bylo uděleno státní vyznamenání Medaile Za zásluhy I. stupně. V roce 2013 obdržela osvědčení o účasti ve třetím odboji. Cenu Arnošta Lustiga obdržela za rok 2016. Čestné občanství hlavního města Prahy převzala 16. listopadu 2021, když byla oceněna za mimořádné činy spojené s osobním hrdinstvím v protikomunistickém odboji.

## Životopis

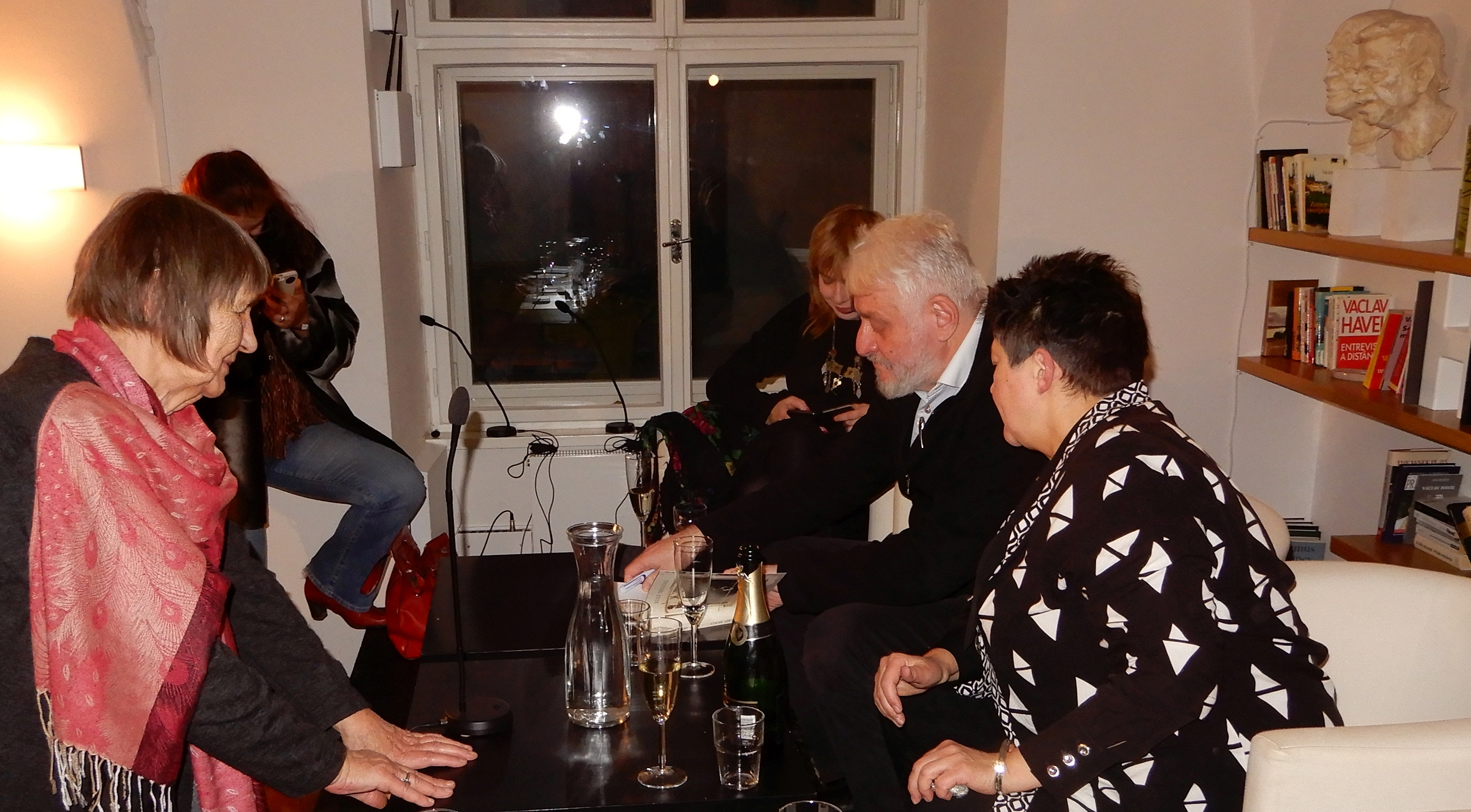
Při setkání s ukrajinským spisovatelem Borisem Chersonským a Džamilou Stehlíkovou, Knihovna Václava Havla, 28. 11. 2018

Narodila se do rodiny učitelů Růženy (rozené Ležákové) a Františka Valtra. Dětství prožila postupně v Kladně a Novém Městě nad Metují. Po maturitě na gymnáziu rok učila na základní škole. V 50. letech vystudovala psychologii na Filozofické fakultě Univerzity Karlovy. V roce 1979 byla 6 měsíců vězněna na Ruzyni a následně podmínečně odsouzena ke dvěma letům odnětí svobody za podvracení republiky. Poté, co nesměla vykonávat psychologickou praxi, pracovala jako uklízečka.
K dalšímu jejímu zatčení došlo během tzv. Palachova týdne v lednu 1989, kdy se účastnila vzpomínky u pomníku svatého Václava na Václavském náměstí.
V listopadu 1989 se stala spoluzakladatelkou Občanského fóra. Dne 30. ledna 1990 zasedla v rámci procesu kooptací do Federálního shromáždění po sametové revoluci do české části Sněmovny národů (volební obvod č. 1 – Praha 1, 2, 7) jako bezpartijní poslankyně, respektive poslankyně za Občanské fórum. Po volbách roku 1990 zasedla do Sněmovny lidu za Občanské fórum. Po rozkladu OF přešla v roce 1991 do poslaneckého klubu Občanského hnutí. Ve federálním parlamentu zasedala do konce funkčního období, tedy do voleb roku 1992.
Roku 1990 přijala cenu mezinárodního katolického mírového hnutí Pax Christi, v roce 1998 jí Václav Havel udělil medaili Za zásluhy a v roce 2000 Středoevropskou cenu (Middle Europe Price). Byla též jmenována čestnou občankou Prahy 2 (2010), čestnou občankou hl. m. Prahy (2021) a čestnou občankou Nového Města nad Metují (2023).
V roce 1993 spolu s Annou Grušovou založila Poradnu pro uprchlíky a Centrum pro otázky migrace s cílem zajišťovat psychologickou a praktickou pomoc uprchlíkům z Jugoslávie, Čečenska a jiných zemí žádajících o azyl.

## Soukromý život
V roce 1955 se provdala za psychologa a katolického intelektuála Jiřího Němce (1932–2001), s nímž měla sedm dětí. Manžel byl donucen v rámci akce Asanace roku 1983 odejít do exilu do Rakouska. Syn Ondřej Němec se stal fotografem Lidových novin, syn David Němec je grafikem Respektu.
Jejími zeti byli Martin Palouš a  Mejla Hlavsa. Dcera Markéta Fialková, česká velvyslankyně v Polsku a Albánii, zemřela v roce 2011. Rovněž syn Jakub Němec zemřel před úmrtím matky.
Zemřela 11. dubna 2023 ve věku 89 let v Praze.

## Připomínka
Ve čtvrtek 11. dubna 2024, v den, kdy uplynul přesně jeden rok od úmrtí Dany Němcové, byla na Senovážném náměstí v Praze slavnostně odhalena pamětní deska coby připomínka jejího odkazu. Deska se nachází u platanu, který nese její jméno. Tento strom vysadila před hotelem Andaz Prague společnost UBM Development Czechia s.r.o., s jejímž souhlasem byl strom tímto aktem dodatečně věnován její památce. Zástupci Výboru dobré vůle – Nadace Olgy Havlové (VDV) společně se starostkou Prahy 1 Terezií Radoměřskou s deskou označili i platan, který ji má připomínat. Akce byla organizována společně se spolkem Lastavica, sdružujícím bývalé jugoslavské válečné běžence, jimž v řadě případů Dana Němcová pomohla. Důstojnou atmosféru podpořilo vystoupení chlapeckého pěveckého sboru Bruncvík z Prahy 1. K přihlížejícím desítkám lidí promluvil římskokatolický kněz a pedagog Ladislav Heryán, předseda správní rady VDV Vojtěch Sedláček, ředitelka spolku Slovo 21 Jelena Silajdžič a další přítomní organizátoři akce.

Strom a pamětní deska na Senovážném náměstí v Praze
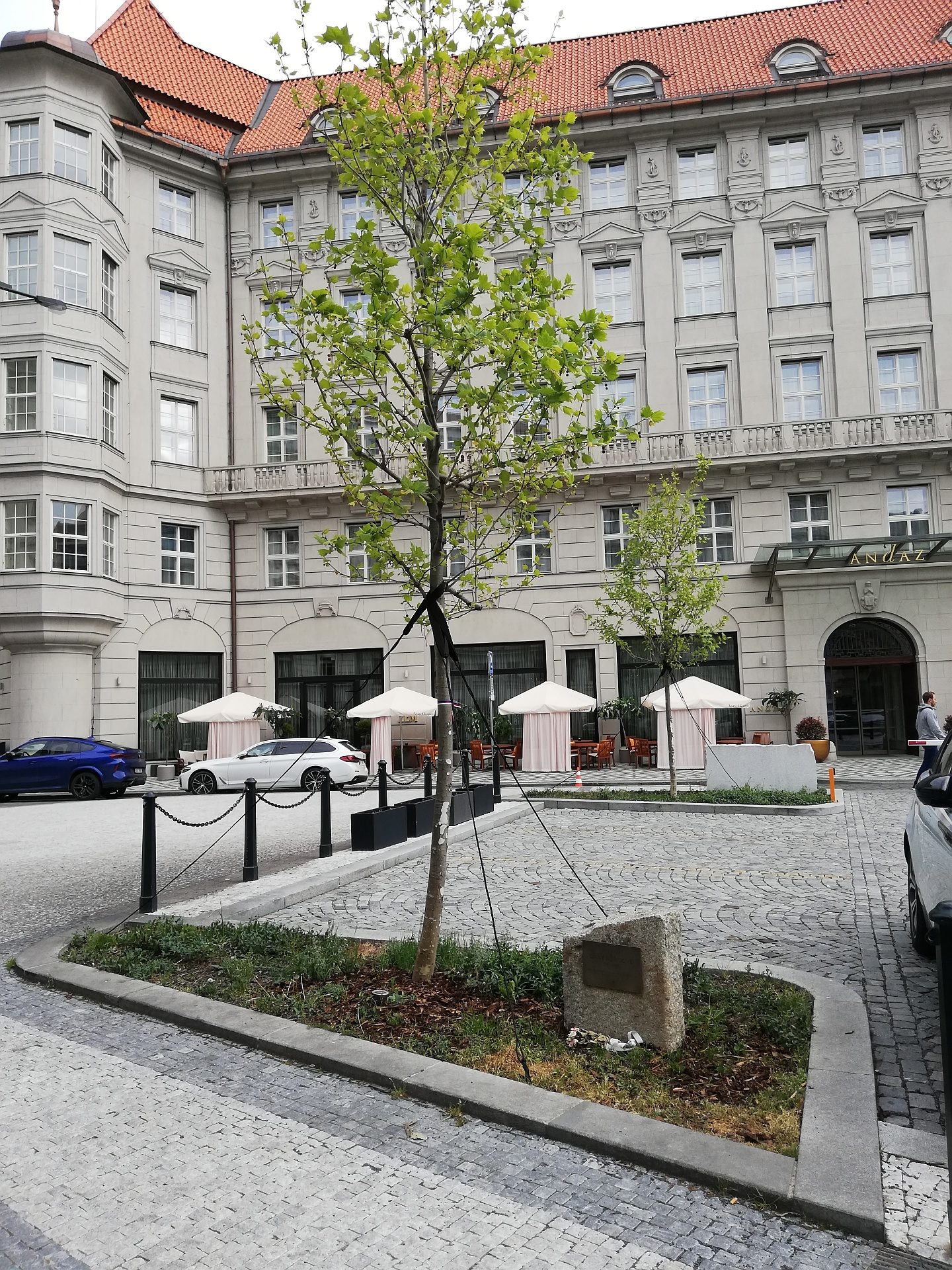
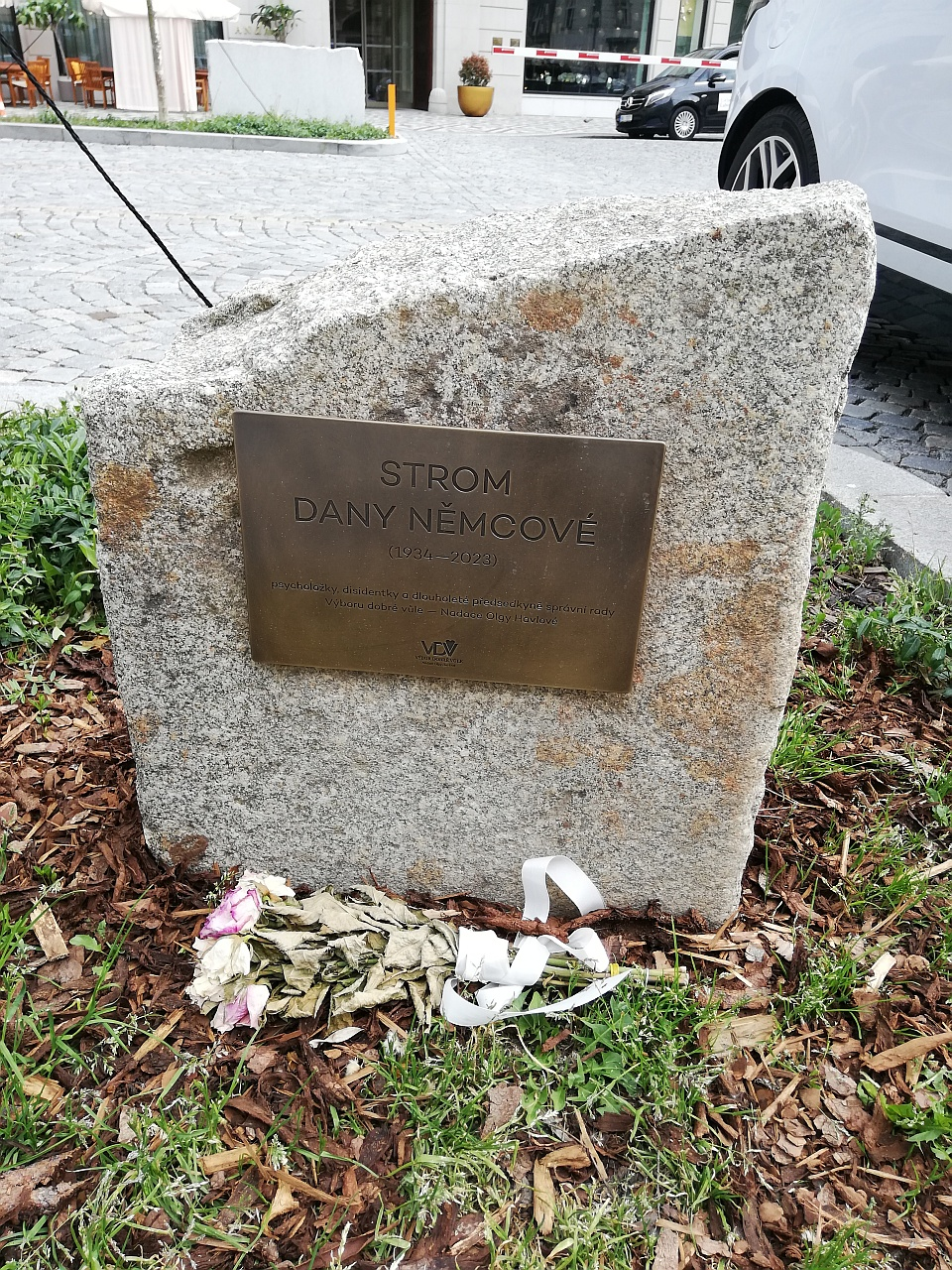

## Filmografie
- O slavnosti a hostech (1965)